# Khetag Pliev
Khetag Pliev (ur. 20 lutego 1984) – kanadyjski zapaśnik walczący w stylu wolnym. Olimpijczyk z Londynu 2012, gdzie zajął dziesiąte miejsce w kategorii 96 kg.
Trzykrotny uczestnik mistrzostw świata, szósty w 2010. Zdobył brązowy medal na igrzyskach panamerykańskich w 2011. Trzy medale mistrzostw panamerykańskich, srebro w 2011 roku.